# Otto Ferdinand von Abensperg und Traun

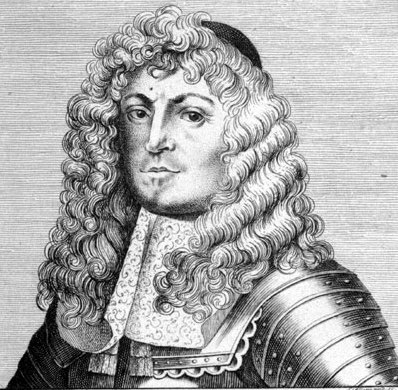
Otto Ferdinand von Abensperg und Traun

Otto Ferdinand Graf von Abensperg und Traun, oft nur Traun genannt, (* 27. August 1677 in Ödenburg; † 18. Februar 1748 in Hermannstadt) war ein österreichischer Feldmarschall in der Ära der Kaiserin Maria Theresia.
Seine Eltern waren Otto Laurenz von Abensperg und Traun (1638–1695) und dessen zweite Frau Eva Susanna Rüber von Pixendorf (1645–1695).

## Leben

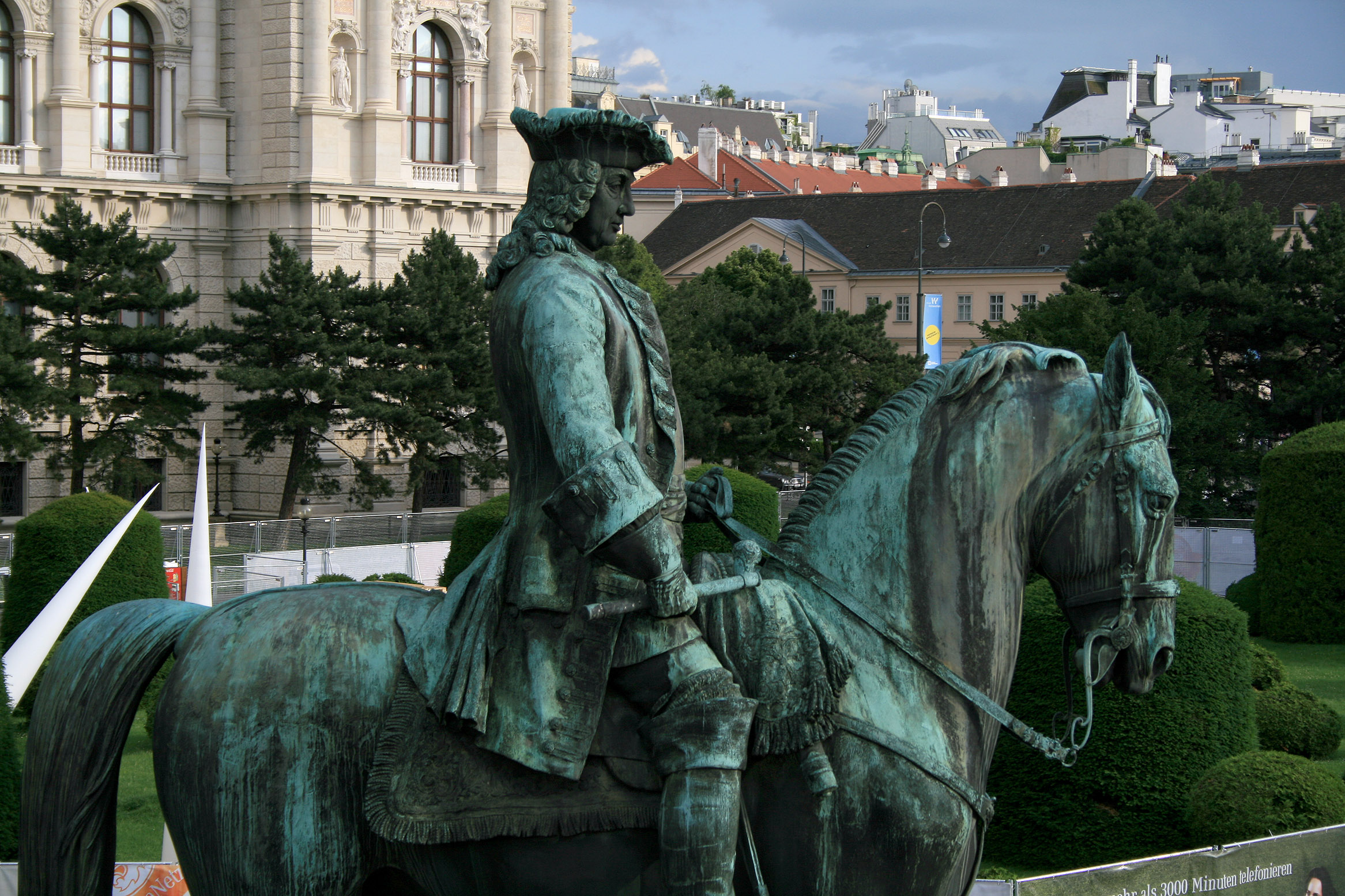
Reiterstandbild Otto Ferdinand von Abensperg und Trauns, Teil des Maria-Theresien-Denkmals in Wien

Die Universität Halle, auf die ihn sein Vater gesandt hatte, verließ er 1695, um als Freiwilliger mit brandenburgischen Truppen in die Niederlande zu gehen. Nach der Belagerung von Namur 1695 trat er in kaiserliche Dienste über und nahm an den Kämpfen des Spanischen Erbfolgekrieges in Italien und am Rhein teil. 1709 ging er als Adjutant des Feldmarschalls Guido Graf Starhemberg nach Spanien und wurde im Jahr darauf Oberst. 1713, als die kaiserlichen Truppen aus Spanien abzogen, führte er sein Regiment in die Lombardei, marschierte mit ihm 1718 nach Neapel und ging 1719 mit dem Korps des Feldmarschalls Graf Claudius Florimund Mercy nach Sizilien. Für seine Leistungen wurde er 1723 zum Generalwachtmeister (Generalmajor) und 1733 zum Feldmarschallleutnant ernannt. Nach der Räumung von Capua, das er zäh verteidigt hatte, wurde er 1735 nach Wien zurückberufen und zum Feldzeugmeister befördert. Noch im Sommer des gleichen Jahres wurde er mit der Unterdrückung der Unruhen in Ungarn betraut und anschließend von Karl VI. als Generalkapitän in die Lombardei entsandt.
Bald nach dem Tod des Kaisers ernannte ihn Maria Theresia am 9. April 1741 zum Feldmarschall. Beim Übergreifen des Österreichischen Erbfolgekrieges auf die Lombardei konnte er die Spanier am 8. Februar 1743 bei Camposanto schlagen, doch die Schwierigkeiten mit dem überlegenen Gegner, dem unsicheren sardinischen Alliierten und der mangelnden Unterstützung aus Wien ließen ein Ausnutzen des Erfolgs nicht zu. Feldmarschall Traun, der 1744 mit dem goldenen Vlies (Nr. 711) ausgezeichnet worden war, wurde nun in weiterer Folge an den Rhein entsandt, doch machte der Einbruch Friedrichs II. in Böhmen ein rasches Eingreifen in diesem Land erforderlich. Traun zog mit seinen Truppen in Eilmärschen aus dem Elsass durch Bayern und die Oberpfalz in das bedrohte Gebiet und manövrierte mit großer Geschicklichkeit den König aus Böhmen heraus. Ohne Feldschlacht, doch mit den Folgen einer schweren Niederlage für Preußen ging der Feldzug zu Ende. Friedrich II. hat die Meisterschaft Trauns voll anerkannt und ihn später als seinen Lehrer in der Kriegskunst bezeichnet. 1745 gelang es ihm, die Franzosen über den Rhein zurückzudrängen und so die Krönung Franz I. Stephans, des Gemahls Maria Theresias, in Frankfurt zu ermöglichen.
Er starb als Generalkommandant von Siebenbürgen und wurde in der Hermannstädter Jesuitenkirche beigesetzt. Sein monumentales Grabdenkmal ist ein Werk des Bildhauers Anton Schuchbauer.
Als einem der vier großen Feldherrn der Kaiserin wurde ihm – wie Leopold Joseph Daun, Ernst Gideon von Laudon und Ludwig Andreas Khevenhüller – ein Reiterstandbild an ihrem Monument in Wien gewidmet.

## Familie
Er war zweimal verheiratet. Seine erste Frau war Fulvia Juliana Polapina Contessa di Cusa-Faletti, seine zweite Frau war Maria Sidonia Freiin von Hinderer († 1775). Sein einziger Sohn Karl Joseph (1719–1747) starb noch vor ihm.

## Rezeption
Durch die kaiserliche Entschließung von Franz Joseph I. vom 28. Februar 1863 wurde Otto Ferdinand von Abensperg und Traun in die Liste der „berühmtesten, zur immerwährenden Nacheiferung würdiger Kriegsfürsten und Feldherren Österreichs“ aufgenommen, zu deren Ehren und Andenken auch eine lebensgroße Statue in der Feldherrenhalle des damals neu errichteten k.k. Hofwaffenmuseums (heute: Heeresgeschichtliches Museum Wien) errichtet wurde. Die Statue wurde 1868 vom Bildhauer Johann Silbernagl (1836–1915) aus Carrara-Marmor geschaffen, gewidmet wurde sie von Kaiser Franz Joseph selbst.